# Alan Rattray
Pour les articles homonymes, voir Rattray.
Alan Rattray (né le 19 mars 1955) est un patineur de vitesse sur piste courte américain.

## Carrière
En 1974 et 1976, il remporte les championnats nationaux des États-Unis.  En 1976, il remporte les premiers Championnats du monde de patinage de vitesse sur piste courte organisés à Champaign (Illinois),.
En 1978, il arrive troisième du classement général aux premiers Championnats du monde de patinage de vitesse sur piste courte organisés par l'International Skating Union, à Meudon.

## Postérité
Le 19 mai 1990, il intègre le National Speedskating Hall of Fame américain.